# 河芸銀行
河芸銀行（かわげぎんこう）は、三重県河芸郡一身田町にかつて存在した銀行。資本金は15万円。
1900年（明治33年）7月に今井源吾、今井源之助、林宗右衛門、秋田弥吉郎、金丸孫平、鈴木顕治郎、鈴木忠雄らが発起し、発起人総会を一身田町辰己屋に開く。同年12月6日、河芸銀行の創立総会を同町智慧光院にて開催し、創立認可を安濃津裁判所一身田出張所に申請する。
翌年1月16日、申請が許可され、2月1日より営業を開始する。椋本村に支店を、上野村・川合村に出張所を設置。
1925年（大正14年）4月に、百五銀行に買収される。

## 取締役及び監査役（創業時）

### 取締役
- 今井源吾（頭取）
- 齋藤小右衛門（常務取締役）
- 鈴木顕治郎
- 金丸孫平
- 秋田弥吉郎
- 林宗右衛門
- 藤井新吾

### 監査役
- 別府進
- 川端馬次郎
- 赤塚岩三郎

## 関連人物
- 川喜田半泥子（元頭取）
- 岡田藤吉（元常務取締役）